# Rebelde
Rebelde (upornik ali uporniško) je mehiška telenovela televizijske hiše Televisa. Je remake argentinske telenovele Rebelde Way, le da je Rebelde prilagojena za mehiško občinstvo in ima drugačno zasnovo likov. Telenovela Rebelde je imela tri sezone. Zadnjo epizodo so zavrteli v Mehiki 2. junija 2006. Telenovelo Rebelde so nato zamenjali s Televisino telenovelo Código Postal.
Dogajanje v telenoveli Rebelde je postavljeno v Elite Way School, prestižni zasebni srednješolski internat blizu Mexico Cityja (v Rebelde Way je bila ta šola fakulteta). Šolsko osebje in starši učencev občasno nastopajo v stranskih zapletih. V telenoveli so velikokrat uporabljeni angleški izrazi, ki jih uporabljajo mladi.
Telenovela kaže skupino dijakov, ki igrajo v svojem pop bendu. Igralci, ki igrajo člane te skupine, so glasbeniki tudi v realnosti; njihova prava glasbena skupina ima isto ime kot fikcijska skupina v telenoveli Rebelde – to je RBD. Skupina RBD izvaja večino glasbe v telenoveli in je – tudi po zaslugi telenovele – zelo znana glasbena skupina med mladimi po vsem svetu.
V ZDA na programu Univision se je telenovela Rebelde začela 21. marca 2005 in končala 15. decembra 2006. Telenovela je bila na sporedu tudi oddajal v Peruju, Braziliji, Španiji in še v več kot 65-ih državah po svetu.
| Glavne vloge            | Glavne vloge                                    |
| ----------------------- | ----------------------------------------------- |
| Anahí                   | Mía Colucci Cáceres                             |
| Alfonso Herrera         | Miguel Arango Cervera                           |
| Dulce María             | Roberta Pardo Rey/Roberta Alejandra Reverte Rey |
| Christopher Uckermann   | Diego Bustamante                                |
| Maite Perroni           | Guadalupe "Lupita" Fernández                    |
| Christian Chávez        | Juan "Giovanni" Méndez López                    |
| Drugi igralci           |                                                 |
| Allisson Lozano         | Bianca Delight (2–3)                            |
| Angelique Boyer         | Victoria "Vico" Paz Millán                      |
| Mike Biaggio            | Javier Alanis                                   |
| Estefania Villarreal    | Celina Ferrer Mitre                             |
| Jack Duarte             | Tomás Goycolea                                  |
| Karla Cossío            | Pilar Gandía Rosalez                            |
| Eddy Vilard             | Teodoro "Téo" Ruiz Palacios                     |
| Rodrigo Nehme           | Nicolás Huber (2004–2005)                       |
| Enrique Rocha           | León Bustamante                                 |
| Juan Ferrara            | Franco Colucci                                  |
| Ninel Conde             | Alma Rey                                        |
| Lisandro Guarinos       | Martin/Octavio Reverte (2006)                   |
| Patricio Borghetti      | Enrique Madariaga (1)(3)                        |
| Leticia Perdigon        | Mayra Fernández                                 |
| Grettell Valdéz         | Renata Lizaldi (2005)                           |
| Tony Dalton             | Gastón Diestro (2005–2006)                      |
| Zoraida Gómez           | Jóse Luján Landeros                             |
| Diego González          | Rocco Bezauri (2–3)                             |
| Cynthia Copelli         | Mabel Bustamante                                |
| Dobrina Cristeva        | Yuli Huber                                      |
| Francisco Avendano      | Gustavo Ruíz Palacios                           |
| Gerardo Klein           | Fernando Ferrer (2005)                          |
| Grisel Margarita        | Anita (2005-2006) (2–3)                         |
| Jesus Falcon            | Augusto Paz Millán(2004-2005)(1)                |
| Marco Antonio Valdés    | Dante                                           |
| Lourdes Canale          | Hilda Acosta                                    |
| Carlos Girón            | Iván "Roger" (2005)                             |
| Paola Lavat             | Marcia Ruiz Palacios                            |
| Patricia Martínez       | Luisa López                                     |
| Roberto "Puck" Miranda  | Cosme Méndez                                    |
| Maria Fernanda García   | Alicia Salazar                                  |
| Fernanda de las Fuentes | Raquel Byron-Sender                             |
| Michel Gurfinkiel       | Joaquín Mascaró (2004)                          |
| Maria Fernanda Malo     | Sol de la Riva (2–3)                            |
| Derrick James           | Santos Echagüe (2–3)                            |
| Aitor Iturrioz          | Esteban Nolasco (2004–2005)                     |
| Viviana Ramos           | Dolores "Lola" Fernández (2–3)                  |
| Ana Bolena              | Belén Menéndez Pacheco (2004–2005)              |
| Carlos Balart           | Coach Donato (2004–2005)                        |
| Eleazar Gómez           | Leonardo Francisco Blanco (2004–2005)           |
| Ernesto Díaz            | Mauricio Garzo Alebrija (2004–2005)             |
| Antonio Sainz           | Inaki Urcola (2–3)                              |
| Fernando Morin          | Antonio Pardo (2004–2005)                       |
| Gabriela Bermúdez       | Elena Cervera de Arango                         |
| Hector Gómez            | Hilario (1)                                     |
| Julio Camejo            | Mauro (2004)                                    |
| Liuba de Lasse          | Catalina "Cata" (2004–2005)                     |
| Malillany Marín         | Luz Viviana Oliver (2005)                       |
| Manola Diez             | Pepa (2004–2005)                                |
| Sergio García           | Rodrigo (2004–2005)                             |
| Dylan Obed              | Marcelino (2004–2005)                           |
| Nailea Norvind          | Marina Cáceres (2006)                           |
| Ashley Ericka           | Paula Ríos (2004)                               |
| Marimar De La Vega      | Sabrina Guzman #1                               |
| Cláudia Schmidt         | Sabrina Guzman #2                               |

## Osebe v telenoveli Rebelde
Rebelde je telenovela o šestih najstniških glasbenikih: 
- Prva izmed njih je Roberta Pardo Rey. Njena mama Alma Rey je slavna pevka. Roberta je po tihem zaljubljena v Diega, ga pa hkrati tudi sovraži. Roberta v 2.sezoni tekmuje z Diegom v Predsedniških volitvah, v katerih pa je poraženka.
- Drugi lik je Diego Bustamante, ki je po tihem zaljubljen v Roberto. Bila sta že par, vendar sta se razšla. Diegov oče je bogat zloben poslovnež. Diego mora ustreči vsem očetovim željam.
- Tretja oseba je čustvena Mía Colucci Cáceres, hči bogataša. Misli, da je njena mama mrtva, ampak v resnici ni. Oče ustreže vsem njenim muham, Mia pa počne, kar si zaželi. Močno je zaljubljena v revnega Miguela, ampak tega ne prizna.
- Četrti lik je Miguel Arango Cervera. Oče mu je umrl, za njegovo smrt je Miguel nekaj časa krivil Miinega očeta, vendar kasneje izve, da je za smrt kriv Miin stric. Miguel je reven, a zelo privlačen najstnik. Zaljubljen je v Mio, s katero sta nekaj časa že bila par.
- Peta najstnica je Guadalupe Fernández ("Lupita-Lupe"). Njena družina je zelo revna. Mama od nje zahteva, da neprestano skrbi za svojo umsko prizadeto sestrico. Lupe hodi z Nicom Hubrom.
- Šesti lik je Juan "Giovanni" Méndez López. Fant je nor na dekleta, zelo rad nagaja drugim in nekoč je bil član lože. Očeta in matere se sramuje.

Drugi najstniki v telenoveli Rebelde so še:
- Vico je Miina najboljša prijateljica. Njena mama in oče sta se ločila in oba odpotovala z novimi partnerji.
- Jose Lujan je revna a lepa punca. Je Robertina najboljša prijateljica in ji pomaga tudi v 2. sezoni proti kampanji.
- Celina je ena Miinih prijateljic.
- Nico je Lupitin fant, ki pa v 2. sezoni odpotuje v Izrael, medtem, ko se Lupita zaljubi v Santosa.
- Tomas je Diegov najboljši prijatelj in Leonardov bratranec.
- Pilar je hči ravnatelja elitne šole Elite way school, na katero hodi tudi sama, in profesorice Galie.
- Teo je fant od Jose Lujan. Je med drugim tudi eden najboljših v letniku.
- Francisco - Leo je Tomasov bratranec. V drugi sezoni igra za nogometni klub v Ameriki, kot rezerva.
- Santos je odkar je na šoli zaljubljen v Lupito, pa čeprav tega dolgo ne prizna.
- Rocco se pojavi šele v 2. sezoni. Zaljubi se v Vico, Miino najljubšo prijateljico.
- Raquel je angležinja in tudi plemkinja.
- Michelle je Raquelina najboljša prijateljica.
- Sol je Miina največja sovražnica - Mia ji pravi polly pocket, ker je afna in zelo majhna. Rada bi postala top model.
- Bianca je Lolina najboljša prijateljica.
- Dolores - Lola je Biancina najboljša prijateljica. Odkar je na šoli Leo, je zaljubljena vanj, ko pa gre v Ameriko, se zaljubi v Santosa. Na žalost se ji obe poti prekrižata.
- Dante je v 2. letniku (skupaj z Lolo in Bianco) in je nekaj časa zaljubljen v Dolores - Lolo.

## Rebelde uniforma

### Neformalna uniforma
Punce rade oblečejo črno krilo iz denima in črne usnjene škornje.
Fantje radi oblečejo modre kavbojke iz denima.
Fantje in punce nosijo črne jopiče, modre srajce in rdeče kravate.

### Formalna uniforma
Punce imajo oblečena mini krila iz jeansa in črne usnjene škornje.
Fantje nosijo ohlapne hlače iz jeansa in črne teniske.
Fantje in dekleta so oblečeni v zapete bele srajce z rdečimi kravatami z rumenimi progami, rdeče suknjiče ali jopiče z logotipom Elite Way Schoola.
V drugi sezoni punce nosijo črna mini krila, bele srajce, rdečo kravato, rdeč pončo ter rdeče naramnice na mini krilu. Fantje nosijo rdeče jopiče ali suknjiče in črne hlače z rdečimi naramnicami.
V tretji sezoni punce nosijo karirasta mini krila, bele dokolenke, škornje s peto, rdeče kravate z rumenimi črtami in logotipom šole ter črne jopiče oz. suknjiče. Pri fantih ni glede oblačenja nobenih večjih sprememb.

## Promocijske vsebine
Telenovela Rebelde je bila za oglaševalce zelo pomembna. V treh sezonah telenovele je več kot 220 podjetij zakupilo oglaševalski prostor med odmori. Poleg RBD je bilo v telenoveli še veliko znanih oseb, glasbenikov in glasbenih skupin, kot npr. Hilary Duff, Luny Tunes, Gorillaz, Lenny Kravitz, JD Natasha, LU, Tiziano Ferro in La 5ª Estación. Bili sta tudi dve ekskurziji v luksuzna hotela Cozumel in Banff Springs Hotel v Kanadi.
Promovirali so vse od šamponov (Herbal Essences), sokov (Jugos del Valle) in telefonskih posrednikov (Telemex v Mehiki ter OLA v Kolumbiji). Oglaševali so tudi Lojas Americans in restavracijo Girafas v Braziliji. Skoraj vse blagovne znamke za mlade so naredile neko povezavo z Rebelde ali njihovimi člani. Nivea Young je npr. imela reklamo Ali želite imeti prekrasno kožo kot Mia in Roberta?.
Vseh šest RBD-jevcev se je pojavilo na pločevinkah Coca Cole in promocijskih znamkah, kot sta npr. Kelloggs in Nestle. Leta 2005, ko je bila slava članov Rebelde v Južni Ameriki na vrhuncu, se je RBD pojavil na vseh pločevinkah Sprita v Mehiki.

### Promocijski izdelki
Da bi še povečali velik uspeh telenovele Rebelde, so producenti začeli prodajati predmete, povezane s telenovelo.
Telenovela Rebelde in skupina RBD so imeli podpisanih preko 70 pogodb v Mehiki in več kot 80 v Braziliji. V Mehiki so prodajali spodnje perilo, linijo oblačil, koledarsko linijo obutve, nakit, stripe, koledarje, parfume, revije, sladkarije, kape, igre, nahrbtnike, šolske potrebščine, odeje, lutke (tudi Barbike). V Braziliji pa so prodajali čevlje, revije, knjige, digitalne kamere, MP3 predvajalnike, igre, igrače, oblačila, lutke, odeje, kozmetiko, žvečilne gumije, šolske potrebščine, nahrbtnike ipd.
Po Redibrasovih seštevkih so Rebelde in RBD samo v Braziliji prodali 400.000 RBD lutk, 350.000.000 žvečilnih gumijev, 40.000.000 samolepljivih sličic za albume in 10.000.000 revij.

## DVDji
| Slika | Informacije |
| ----- | --- |
|       | Rebelde: Primera Temporada (Prva sezona) Datum izdaje - Avgust 2005 (Mehika) - December 2005 (Brazilija) - 21. november 2006 (ZDA) - (z albumom Celestial) (Wal*Mart Exclusive) - 9. januar 2007 (ZDA) |
|       | Rebelde: Segunda Temporada (Druga sezona) Datum izdaje - 29. oktober 2006 (Mehika) - 10. april 2007 (ZDA)                                                                                              |
|       | Rebelde: Tercera Temporada (Tretja sezona) Datum izdaje - 10. julij 2007 (ZDA) - 30. junij 2007 (Mehika)                                                                                               |
|       | Rebelde: La Serie Completa (Vse sezone) Datum izdaje - 13. november 2007 |

## Povezave
- Uradna Rebelde stran
- Televisina stran o Rebelde Arhivirano 2007-06-14 na Wayback Machine.
- Informacije o skupini RBD[mrtva povezava]
- Informacije o skupini RBD
- RBD Fan Club Slovenija Arhivirano 2008-06-10 na Wayback Machine.
- Rebelde na slovenskem portalu o telenovelah